# Lista episoadelor din anime-uri
Lista episoadelor din anime-uri cuprinde episoadele a multor anime-uri într-o listă necronologică și nealfabetică.

### Akame ga Kill!
Episoade:
1. Uciderea întunericului
2. Uciderea autorității
3. Ucide-ți grijile
4. Uciderea utilizatorului de Teigu
5. Uciderea visului tău pustiu
6. Uciderea Justiției Absolute
7. Uciderea celor trei - Partea 1
8. Uciderea celor trei - Partea 2
9. Uciderea fanaticii luptelor
10. Uciderea tentației
11. Uciderea Savantului Nebun
12. Uciderea novicilor
13. Uciderea pacostei
14. Uciderea Gigantei Bestii periculoase
15. Uciderea Organizației Religioase
16. Uciderea marionetelor
17. Uciderea blestemului
18. Uciderea Demonului
19. Uciderea destinului
20. Uciderea carnajului
21. Uciderea disperării
22. Uciderea Surorii mai Mici
23. Uciderea Împăratului
24. Akame ga Kill!
Speciale:
1. Tatsumi și Leone
2. 1 minut de gătit
3. Izvorul termal
4. Comandă prin poștă - Partea 1
5. Ochelarii
6. Distracția Clasei de Tortură a lui Esdeath
7. Studii sociale pentru excursie
8. Povestea lui Estarou
9. Interviuri
10. Incursio de lux
11. Barul cu fete
12. Comandă prin poștă - Partea 2
13. Noua ascunzătoare
14. Majikoi
15. Distracția Clasei de Prevenire a Criminalității a lui Seryu
16. Amintirile unei Mame…?!
17. Casa Bântuită
18. Viteza Fulgerului! Susanoo!
19. Loialii Rakshasa
20. Comandă prin poștă - Partea 3
21. Povestea rambursării cocorului
22. Akame și Kurome
23. Plecarea
24. Petrecerea de după

### Black Bullet
Episoade:
1. Ultima speranță
2. Masca nebuniei
3. Soarta copiilor
4. Glonțul Negru
5. Asasinul Negru Purpuriu
6. Ironie tragică
7. În liniștea Lunii
8. Momentul de la graniță
9. Protectorii barierei
10.  Lupta defensivă a Zonei Tokyo
11. Inima Taurului, Sulița Luminii
12. Momentul crucial
13. Cei care aspiră să fie Zei

### Blade and Soul
Episoade:
1. Cale
2. Dorință
3. Răzbunare
4. Sabie
5. Floare
6. Vis
7. Timp
8. Cer
9. Luna
10. Păcat
11. Pedeapsă
12. Suflet
13. Dumnezeu

### Blood Lad
Episoade:
1. E un schelet acum
2. Înapoi acasă, dar nu chiar
3. O aveai în tot acest timp
4. Către Lumea Demonilor, Acropolis
5. Obiectiv: Demon neidentificat
6. Aia e prietenie
7. Liz, pentru prima dată
8. Numărul 2 e o comoară
9. Păcatele Ochelaristului
10. Eroul Întunecat apare
OVA-uri:
1. Eu nu sunt o pisică

### Btooom!
Episoade:
1. Început
2. Liceeana pătată de sânge
3. Supraviețuire
4. Cel mai bun din lume
5. Atac
6. Noapte de sacrificiu
7. Mireasa Virtuală
8. Fantoma Albă
9. Cel mai puternic jucător
10. Nivel înalt
11. Renaștere
12. Legături

### Full Metal Alchemist: Brotherhood
Episoade:
1. Alchimistul de Oțel
2. Ziua începutului
3. Orașul Ereziei
4. Mâhnirea unui Alchimist
5. Ploaia tristeții
6. Calea speranței
7. Adevărul ascuns
8. Laboratorul de Cercetare Numărul 5
9. Sentimente artificiale
10. Drumuri despărțite
11. Miracolul de la Rush Valley
12. Unul este totul, totul este unul
13. Fiarele din Dublith
14. Cei care se ascund în adâncuri
15. Un Mesager din Est
16. Urmele unui tovarăș de arme
17. Flăcările rațiunii
18. Palma arogantă a omului firav
19. Moartea nemuritorului
20. Tatăl din fața mormântului
21. Evoluția nesăbuitului
22. Un spate îndepărtat
23. Fata de pe câmpul de luptă
24. În măruntaie
25. Poarta Întunericului
26. Reuniunea
27. Ospățul dintre lumi
28. Tatăl
29. Lupta proștilor
30. Exterminarea din Ishval
31. Promisiunea făcută pentru 520 de cenți
32. Fiul Președintelui
33. Zidul Nordic din Briggs
34. Regina Gheții
35. Forma țării
36. Portret de familie
37. Primul Homunculus
38. Înfruntarea din Baschool
39. Visând cu ochii deschiși
40. Homunculus
41. Iadul
42. Semnele unui contraatac
43. O mușcătură de furnică
44. Intensitate maximă
45. Ziua promisă
46. Umbra târâtoare
47. Mesagerul Întunericului
48. Un jurământ din adâncuri
49. Dragoste de familie
50. Probleme în capitală
51. Armata nemuritoare
52. Puterea tuturor
53. Flăcările răzbunării
54. Dincolo de focul mistuitor
55. Modul de viață al adulților
56. Întoarcerea Fuhrerului
57. Odihnă veșnică
58. Sacrificii umane
59. Lumina pierdută
60. Ochiul Raiului, Poarta Pământului
61. Cel care l-a devorat pe Dumnezeu
62. Un contraatac puternic
63. Cealaltă parte a porții
64. Sfârșitul călătoriei
OVA-uri:
1. Alchimistul Orb
2. Oameni simpli
3. Poveștile Maestrei
4. Câmpul de luptă al altui bărbat
Filme:
1. Full Metal Alchemist: Legendara Piatră Sacră din Milos

### Naruto: Shippuden
Episoade:
1. Întoarcerea acasă
2. Akatsuki se pune în mișcare
3. Rezultatul antrenamentului
4. Jinchuuriki al Nisipului
5. Ca și Kazekage!
6. Misiune terminată
7. Fugi, Kankuro!
8. Echipa Kakashi, instalată
9. Lacrimile Jinchuuriki-ului
10. Tehnica de Închidere: 9 Dragoni Fantomă
11. Studentul Medicului Ninja
12. Determinarea Bunicuței Pensionate
13. Întâlnirea cu destinul
14. Maturizarea lui Naruto
15. Arma Secretă se numește...
16. Secretul Jinchuuriki-ului
17. Moartea lui Gaara
18. Tactica de atac! Buton cârlig de intrare
19. Capcane activate! Dușmanul Echipei Guy
20. Hiruko vs 2 Kunoichi!
21. Fața reală a lui Sasori
22. Îndemânările secrete ale lui Chiyo
23. Tată și mamă
24. Al 3-lea Kazekage
25. Trei minute între viață și moarte
26. Lupta între păpuși: 10 vs 100!
27. Vis imposibil
28. Bestii: Din nou în viață!
29. Kakashi luminat
30. Estetici într-o fracțiune
31. Moștenirea
32. Întoarcerea Kazekage-ului
33. Noua țintă
34. Formare! Noua Echipă Kakashi!
35. O adăugare nenecesară
36. Zâmbetul fals
37. Răspunsul lui Sasuke
38. Simulare
39. Podul Tenchi
40. Nouă Cozi dezlănțuit!
41. Misiunea secretă începe!
42. Orochimaru vs Jinchuuriki
43. Lacrimile Sakurei
44. Secretul bătăliei
45. Consecințele trădării
46. Pagina neterminată
47. Infiltrare: Vizuina Șarpelui!
48. Legături
49. Ceva important...
50. Povestea cărții cu poze
51. Reuniune
52. Puterea Uchiha
53. Titlu
54. Coșmar
55. Vânt
56. Agitație
57. Lipsit de somnul veșnic
58. Singuratic
59. Un nou dușman
60. Roata peripețiilor
61. Contact
62. Coleg
63. Cei 2 Regi
64. Semnalul de incendiu negru
65. Blocare în întuneric
66. Suflete dezmorțite
67. Lupta fiecăruia cu moartea
68. Momentul sculării
69. Disperare
70. Rezonanță
71. Prietenul meu Burty
72. Amenințarea ce se apropie
73. Invazia Akatsuki
74. Sub cerul înstelat
75. Rugăciunea Bătrânului Călugăr
76. Următorul pas
77. Cabraj de argint
78. Hotărârea
79. Țipetele neexecutate
80. Ultimele cuvinte
81. Vești triste
82. Echipa 10
83. Ținta ochită
84. Abilitățile lui Kakuzu
85. Secret înspăimântător
86. Geniul lui Shikamaru
87. Când blestemi pe cineva îți sapi propriul mormânt
88. Stilul Vânt: Rasen Shuriken!
89. Prețul puterii
90. Determinarea unui Shinobi
91. Descoperirea Ascunzătorii lui Orochimaru
92. Întâlnire
93. Inimi conectate
94. Plouă toată noaptea
95. Cele 2 amulete
96. Inamicul nevăzut
97. Labirintul reflecției deformate
98. Ținta apare
99. Furia Bestiei cu Coadă
100. În interiorul ceții
101. Sentimentele tuturor
102. Regrupare!
103. Bariera de închidere cu 4 colțuri
104. Ruperea Stilului de Cristal
105. Bătălia de peste barieră
106. Camelia Roșie
107. Tovarăși ciudați
108. Ghidul Cameliei
109. Atacul Însemnului Blestemat
110. Memoria vinovăției
111. Promisiune spartă
112. Un loc pentru a reveni
113. Elevul Șarpelui
114. Ochiul Șoimului
115. Sabia lui Zabuza
116. Gardianul Peretelui de Fier
117. Jugo al Ascunzătorii de Nord
118. Formație!
119. Cronicile Kakashi - Viața băieților pe Câmpul de Luptă - Partea 1
120. Cronicile Kakashi - Viața băieților pe Câmpul de Luptă - Partea 2
121. Adunarea
122. Urmărirea
123. Ciocnire!
124. Artă
125. Dispariție
126. Întunecime
127. Poveștile unui Ninja - Pergamentele Ninja ale lui Jiraiya - Partea 1
128. Poveștile unui Ninja - Pergamentele Ninja ale lui Jiraiya - Partea 2
129. Infiltrare! Satul Ascuns în Ploaie
130. Omul care a devenit Zeu
131. Onoratul Mod Eremit!
132. Participarea: Cele 6 Tărâmuri ale lui Pain!
133. Povestea Galantului Jiraiya
134. Invitație la banchet
135. Cel mai lung moment
136. Lumina și Întunericul Sharinganului Mangekyo
137. Amaterasu
138. Sfârșitul
139. Misterul lui Tobi
140. Soartă
141. Adevăr
142. Bătălia de la Unraikyo
143. Opt Cozi vs Sasuke
144. Hoinarul
145. Succesorul Tehnicii Secrete
146. Dorința succesorului
147. Trecutul unui Ninja Vagabond
148. Moștenitoarea întunericului
149. Separare
150. Activează Tehnica Interzisă
151. Elev și maestru
152. Vești sumbre
153. Urmând umbra maestrului
154. Decriptare
155. Prima provocare
156. Depășind maestrul
157. Konoha sub asalt!
158. Puterea de a crede
159. Pain vs Kakashi
160. Misterul lui Pain
161. Numele este Sarutobi. Prenumele, Konohamaru!
162. Durere asupra lumii!
163. Explozie! Modul Sage
164. Pericol! Limita Modului Sage a fost atinsă
165. Nouă Cozi, capturat!
166. Confesiuni!
167. Distrugere planetară
168. Al 4-lea Hokage
169. Cei 2 elevi
170. Marea Aventură! Căutarea Moștenirii celui de-al 4-lea Hokage - Partea 1
171. Marea Aventură! Căutarea Mooștenirii celui de-al 4-lea Hokage - Partea 2
172. Întâlnire
173. Originea durerii
174. Povestea lui Naruto Uzumaki
175. Eroul din Konoha
176. Istoria Frunzei - Instructorul Iruka
177. Istoria Frunzei - Chinul lui Iruka
178. Istoria Frunzei - Decizia lui Iruka
179. Istoria Frunzei - Kakashi Hatake, Joninul la conducere
180. Istoria Frunzei - Curajul lui Inari pus la încercare
181. Istoria Frunzei - Școala de Răzbunare a lui Naruto
182. Istoria Frunzei - Legământul lui Gaara
183. Istoria Frunzei - Naruto: Epidemie
184. Istoria Frunzei - Echipa Tenten
185. Istoria Frunzei - Ținutul animalelor
186. Istoria Frunzei - Ah, medicamentul tinereții
187. Istoria Frunzei - Maestru și student: Antrenamentul
188. Istoria Frunzei - Înregistrarea maestrului și a studentului
189. Istoria Frunzei - Enciclopedia despre Lăbuțe a lui Sasuke
190. Istoria Frunzei - Naruto și Bătrânul Soldat
191. Istoria Frunzei - Cântecul de Dragoste a lui Kakashi
192. Istoria Frunzei - Cronicile lui Neji
193. Istoria Frunzei - Omul care a murit de 2 ori
194. Istoria Frunzei - Cea mai rea cursă, cu 3 picioare
195. Istoria Frunzei - Colaborarea Echipei 10
196. Istoria Frunzei - Legendarul Sanin Galiba vs Joninu Fan
197. Al 6-lea Hokage Danzo
198. Ajunul Întâlniri celor 5 Kage
199. Cei 5 Kage iși fac apariția
200. Rugămintea lui Naruto
201. Decizie dureroasă
202. Fulger în viteză
203. Calea Ninja a lui Sasuke
204. Puterea celor 5 Kage
205. Declarație de război
206. Sentimentele Sakurei
207. Bestia cu Coadă vs Bestia fără Coadă
208. Ca prieten al cuiva
209. Brațul Drept a lui Danzo
210. Jutsul Visual Interzis
211. Danzo Shimura
212. Hotărârea Sakurei
213. Legături pierdute
214. Povara
215. Două destine
216. Shinobi de Nivel Înalt
217. Cel care se infiltrează
218. Cele 5 Mari Națiuni se Mobilizează
219. Kakashi Hatake, Hokage
220. Profeția Marelui Lord Bătrân
221. Depozitare
222. Decizia celor 5 Kage
223. Tânărul și marea
224. Comerciantul Ninja din Veneția
225. Nava Fantomă Blestemată
226. Insula Navelor de Luptă
227. Insula Uitată
228. Luptă, Rock Lee
229. Mănânci sau mori! Ciupercile din Iad!
230. Răzbunarea Clonelor Umbrei
231. Traseul închis
232. Fetele se strâng împreună
233. Impostorul lui Naruto
234. Studentul Preferat al lui Naruto
235. Kunoichi al Satului Nadeshiko
236. Prieteni pe care te poți baza
237. Oh, eroina mea Doamna Tsunade!
238. Ziua Liberă a lui Sai
239. Legendarii Ino-Shika-Cho
240. Determinarea lui Kiba
241. Kakashi, Rivalul meu Etern
242. Jurământul lui Naruto
243. Tărâmul Ahoy! Insula Paradis?
244. Killer Bee și Motoi
245. Naruto vs Nouă Cozi
246. Scânteia portocalie
247. Ținta: Nouă Cozi
248. Lupta până la Moarte a celui de-al 4-lea Hokage!
249. Mulțumesc
250. Lupta în Paradis! Bestia Ciudată vs Monstrul!
251. Cel numit Kisame
252. Mesagerul Angelic al Morții
253. Podul către pace
254. Misiunea Strict Secretă de Rang S
255. Artistul se întoarce
256. Adunați-vă! Forțele Shinobi Aliate!
257. Întâlnirea
258. Rivali
259. Ruptura
260. Despărțire
261. Pentru prietenul meu
262. Războiul începe
263. Sai și Shin
264. Secretele Tehnicii Învierii Lumii Impure
265. Un vechi inamic se întoarce
266. Primul și ultimul oponent
267. Consilierul Militar Strălucit al Frunzei
268. Câmpul de luptă
269. Cuvinte interzise
270. Legături de aur
271. Drumul spre Sakura
272. Mifune vs Hanzo
273. Bunătate adevărată
274. Formația Completă Ino-Shika-Cho
275. Un mesaj din inimă
276. Atacul Statuii Gedo
277. Semnul simultan
278. Ninja Medical în Pericol
279. Capcana lui Zetsu Alb
280. Estetica unui artist
281. Forța aliată a mamelor!
282. Originea Secretă a Echipei Supreme de Leapșă!
283. 2 Sori
284. Spintecătorul de Căști: Akebino Jinin!
285. Utilizatorul Stilului Arșiței: Pakura al Nisipului
286. Lucruri pe care nu le poți recupera
287. Demn de a primi încrederea
288. Pericol: Jinpachi și Kushimaru!
289. Sabia Fulger: Ringo Ameyuri!
290. Putere - Episodul 1
291. Putere - Episodul 2
292. Putere - Episodul 3
293. Putere - Episodul 4
294. Putere - Episodul 5
295. Putere - Ultimul Episod
296. Naruto Intră în luptă
297. Speranța unui tată, dragostea unei mame
298. Contact! Naruto vs Itachi
299. Cel recunoscut
300. Mizukagele, scoica uriașă și mirajul
301. Paradox
302. Teroare: Demonul Aburului
303. Fantome din Trecut
304. Tehnica de Transfer în Lumea de Apoi
305. Răzbunătorii
306. Ochiul inimii
307. Dispariție în lumina lunii
308. Noaptea semilunii
309. O Misiune de Rang A: Concursul
310. Castelul căzut
311. Prologul pentru Calea Ninja
312. Maestrul Bătrân și Ochiul Dragonului
313. Ploaie urmată de zăpadă, cu fulgere
314. Dușul trist cu raze de soare
315. Zăpada ce se topește
316. Forțele Aliate Aduse din nou la Viață
317. Shino vs Torune
318. Un gol în înimă: Celălalt Jinchuuriki
319. Sufletul care trăiește într-o păpușă
320. Fugi, Omoi!
321. Sosesc întăriri
322. Madara Uchiha
323. Cei 5 Kage se Adună
324. Masca de Neatins și balonul spart
325. Jinchuuriki vs Jinchuuriki
326. Patru Cozi, Regele Maimuțelor Eremit
327. Nouă Cozi
328. Kurama
329. Echipă de doi
330. Promisiunea victoriei
331. Ochii care văd în întuneric
332. O voință de piatră
333. Riscurile Tehnicii de Reanimare
334. Echipa Fraților
335. Fiecare cu Frunza lui
336. Kabuto Yakushi
337. lzanami Activat
338. lzanagi și lzanami
339. Te voi iubi mereu
340. Edo Tensei: Eliberează!
341. Întoarcerea lui Orochimaru
342. Secretul Tehnicii de Transportare
343. Cine ești?
344. Obito și Madara
345. Sunt în Iad
346. Lume a viselor
347. Umbra ce se strecoară
348. Noul Akatsuki
349. Kakashi - În Umbra Trupelor Speciale ANBU - O mască ce ascunde inima
350. Kakashi - În Umbra Trupelor Speciale ANBU - Moartea lui Minato
351. Kakashi - În Umbra Trupelor Speciale ANBU - Celulele lui Hashirama
352. Kakashi - În Umbra Trupelor Speciale ANBU - Orochimaru, Fugarul Ninja
353. Kakashi - În Umbra Trupelor Speciale ANBU - Subiectul de Teste al lui Orochimaru
354. Kakashi - În Umbra Trupelor Speciale ANBU - Căile lor proprii
355. Kakashi - În Umbra Trupelor Speciale ANBU - Sharinganul țintit
356. Kakashi - În Umbra Trupelor Speciale ANBU - Un Shinobi al Frunzei
357. Kakashi - În Umbra Trupelor Speciale ANBU - Un Uchiha în ANBU
358. Kakashi - În Umbra Trupelor Speciale ANBU - Lovitura de stat
359. Kakashi - În Umbra Trupelor Speciale ANBU - Noaptea tragediei
360. Kakashi - În Umbra Trupelor Speciale ANBU - Liderul Jonin
361. Kakashi - În Umbra Trupelor Speciale ANBU - Echipa 7
362. Determinarea lui Kakashi
363. Tehnica Forțelor Shinobi Aliate
364. Legăturile care unesc
365. Cei care dansează în umbre
366. Cei care știu totul
367. Hashirama și Madara
368. Era Statelor Militante
369. Adevăratul meu vis
370. Răspunsul lui Sasuke
371. Gaura
372. Ceva care să umple gaura
373. Adunarea Echipei 7
374. Noul impas în trei
375. Kakashi vs Obito
376. Ediție Extra - Directiva de a-l lua pe Nouă Cozi!
377. Ediție Extra - Naruto vs Mecha Naruto
378. Jinchuuriki-ul lui Zece Cozi
379. O deschidere
380. Ziua în care s-a Născut Naruto
381. Copacul divin
382. Visul unui Shinobi
383. Pe urmele speranței
384. O inimă îndrăgită de prieteni
385. Obito Uchiha
386. Te voi urmări mereu
387. Promisiunea respectată
388. Primul meu prieten
389. Sora mai Mare cea Adorată - Partea 1
390. Sora mai Mare cea Adorată - Partea 2
391. Reînvierea lui Madara Uchiha
392. Inima ascunsă
393. Un adevărat sfârșit
394. Noile Examene Chunin
395. Examenele Chunin Încep!
396. Cele 3 întrebări
397. Un adevărat lider
398. Noaptea de dinaintea rundei a 2-a
399. Supraviețuirea în Deșertul Demon
400. În calitate de specialist în Taijutsu
401. Cel determinat
402. Scăpare împotriva urmăririi
403. Curaj de neclintit
404. Necazurile lui Tenten
405. Perechea captivă
406. Locul de care aparțin
407. Ninjutsul Secret al Clanului Yamanaka
408. Păpușa blestemată
409. Spatele lor
410. Planul Secret se pune în mișcare
411. Bestia cu Cozi țintită
412. Judecata lui Neji
413. Speranțe încredințate viitorului
414. Pe muchia morții
415. Cei 2 Mangekyo
416. Formarea Echipei Minato
417. Tu-mi vei acoperi spatele
418. Bestia Albastră vs Madara al celor 6 Căi
419. Tinerețea tatei
420. Formația celor 8 Porți
421. Eremitul celor 6 Căi
422. Moștenitorii
423. Rivalul lui Naruto
424. Pentru a se ridica
425. Visul infinit
426. Tsukuyomi Infinit
427. Lumea viselor
428. Locul de care aparține Tenten
429. Killer Bee Rappuden - Partea 1
430. Killer Bee Rappuden - Partea 2
431. Pentru a vedea acel zâmbet încă o dată!
432. Pergamentele Ninja ale lui Jiraiya - Povestea Eroului Naruto - Un Ninja Ratat
433. Pergamentele Ninja ale lui Jiraiya - Povestea Eroului Naruto - Misiunea de Căutare
434. Pergamentele Ninja ale lui Jiraiya - Povestea Eroului Naruto - Echipa Jiraiya
435. Pergamentele Ninja ale lui Jiraiya - Povestea Eroului Naruto - Ordin sau prioritate
436. Pergamentele Ninja ale lui Jiraiya - Povestea Eroului Naruto - Omul cu mască
437. Pergamentele Ninja ale lui Jiraiya - Povestea Eroului Naruto - Puterea sigilată
438. Pergamentele Ninja ale lui Jiraiya - Povestea Eroului Naruto - Regulile sau camarazii
439. Pergamentele Ninja ale lui Jiraiya - Povestea Eroului Naruto - Copilul profeției
440. Pergamentele Ninja ale lui Jiraiya - Povestea Eroului Naruto - Pasărea din colivie
441. Pergamentele Ninja ale lui Jiraiya - Povestea Eroului Naruto - Reîntoarcerea acasă
442. Pergamentele Ninja ale lui Jiraiya - Povestea Eroului Naruto - Calea comună
443. Pergamentele Ninja ale lui Jiraiya - Povestea Eroului Naruto - Diferența de putere
444. Pergamentele Ninja ale lui Jiraiya - Povestea Eroului Naruto - Ninja Dezertor
445. Pergamentele Ninja ale lui Jiraiya - Povestea Eroului Naruto - Urmăritorii
446. Pergamentele Ninja ale lui Jiraiya - Povestea Eroului Naruto - Coliziune
447. Pergamentele Ninja ale lui Jiraiya - Povestea Eroului Naruto - O altă lună
448. Pergamentele Ninja ale lui Jiraiya - Povestea Eroului Naruto - Camarad
449. Pergamentele Ninja ale lui Jiraiya - Povestea Eroului Naruto - Uniunea Shinobilor
450. Pergamentele Ninja ale lui Jiraiya - Povestea Eroului Naruto - Rival
451. Povestea lui Itachi - Lumină și Întuneric - Naștere și Moarte
452. Povestea lui Itachi - Lumină și Întuneric - Geniul
453. Povestea lui Itachi - Lumină și Întuneric - Durerea Vieții
454. Povestea lui Itachi - Lumină și Întuneric - Cererea lui Shisui
455. Povestea lui Itachi - Lumină și Întuneric - La lumina lunii
OVA-uri:
1. Uraganul! „Liceul Ascuns” Cronicilor!
2. Naruto: Drumuri Încrucișate
3. Naruto, Duhul și Cele 3 Dorințe!
4. Naruto x UT
5. Examenul Chunin în Flăcări! Naruto vs Konohamaru!
6. Ultimate Ninja Storm Generations OVA Hashirama Senju vs Madara Uchiha
7. Naruto Shippuden: Bătălia Ochiurilor de Ouă!
Filme:
1. Naruto Shippuden Filmul
2. Naruto Shippuden Filmul: Legături
3. Naruto Shippuden Filmul: Moștenitorii Voinței de Foc
4. Naruto Shippuden Filmul: Turnul Pierdut
5. Naruto Shippuden Filmul: Închisoarea Sângeroasă
6. Calea Ninja - Naruto Filmul
7. Sfârșitul - Naruto Filmul

### Psycho-Pass
Episoade:
1. Coeficientul crimei
2. Cei capabili
3. Creșterea convențiilor
4. Nimeni nu-ți cunoaște masca
5. Nimeni nu-ți știe fața
6. Reîntoarcerea Prințului Psihotic
7. Simbolismul Bletillei Striata
8. Restul e tăcere
9. Fructul din Eden
10. Jocul lui Matusalem
11. Cina cea de Taină
12. Răscrucea Diavolului
13. Invitație din Abis
14. Otravă dulce
15. Orașul unde cade praful de pușcă
16. Poarta către judecată
17. Inimă de fier
18. O promisiune scrisă pe apă
19. Umbra transparentă
20. Locul unde sălășluiește dreptatea
21. Răsplata pătată de sânge
22. Lume perfectă

### Psycho-Pass 2
Episoade:
1. Balanța dreptății
2. Necunoscutul înfiorător
3. Dovada Diavolului
4. Mântuirea lui Iov
5. Jocuri permise
6. Cei care aruncă cu pietre
7. Copiii de negăsit
8. Conceperea oracolului
9. Paradoxul atotputerniciei
10. Măsurarea sufletului
11. Ce culoare am?
Filme:
1. Psycho-Pass Filmul

### Seraph of the End: Vampire Reign
Episoade:
1. Lumea legii sângelui
2. Umanitate după cădere
3. Demonul dinăuntrul tău
4. Vampirul Mika
5. Contractul Demonului Negru
6. Noua familie
7. Trupa Mitsuba
8. Prima exterminare
9. Atacul Vampirilor
10. Rezultatele alegerii
11. Reuniunea prietenilor din copilărie
12. Toți sunt păcătoși
Speciale:
1. Numărul 1
2. Numărul 2
3. Numărul 3
4. Numărul 4
5. Numărul 5
6. Numărul 6
7. Numărul 7
8. Numărul 8
9. Numărul 9

### Seraph of the End: Battle in Nagoya
Episoade:
1. Lumea umană
2. Conexiuni complicate
3. Ambiție în Armata Demonilor
4. Ordinele Lunii Demonilor
5. Revolta vitelor
6. Sabia Justiției
7. Shinoa și Guren
8. Cântecul Demonilor
9. Trădătorii aliați
10. Yu și Mika
11. Iubire arogantă
12. Serafimul sfârșitului

### Tokyo Ghoul
Episoade:
1. Tragedie
2. Incubație
3. Porumbel
4. Cina
5. Cicatrice
6. Rafală de ploaie
7. Captivitate
8. Circular
9. Colivie
10. Aogiri
11. Spirite înflăcărate
12. Ghoul

### Tokyo Ghoul Root A
Episoade:
1. Încredere
2. Florile dansatoare
3. Călăul
4. Straturi mai adânci
5. Ruptura
6. Vijelie
7. Pătrundere
8. Vechime nouă
9. Oraș în așteptare
10. Ultima ploaie
11. Potopul florilor
12. Ken
OVA-uri:
1. Jack
2. Pinto

### Another
Episoade:
1. Schiță nefinisată
2. Proiect
3. Lucru la oase
4. Pune carne
5. Construiește picioare
6. Față în față
7. Articulație
8. Păr zburlit
9. Pictură sângeroasă
10. Ochi de sticlă
11. Machiaj
12. Îndură singur
OVA-uri:
1. Celălalt

### Black Butler
Episoade:
1. Majordomul Său, talentat
2. Majordomul Său, cel mai puternic
3. Majordomul Său, formidabil
4. Majordomul Său, Whimsical
5. Majordomul Său, întâlnire predestinată
6. Majordomul Său, la înmormântare
7. Majordomul Său, călătorind
8. Majordomul Său, antrenat
9. Majordomul Său, o fantasmă
10. Majordomul Său, pe gheață
11. Majordomul Său, orice trebuie să fie
12. Majordomul Său, singur
13. Majordomul Său, un independent
14. Majordomul Său, extraordinar
15. Majordomul Său, în competiție
16. Majordomul Său, izolat
17. Majordomul Său, dedicat
18. Majordomul Său, redirecționat
19. Majordomul Său, prizonier
20. Majordomul Său, evadat
21. Majordomul Său, recrutează
22. Majordomul Său, dispărut
23. Majordomul Său, arzând
24. Majordomul Său, elocvent
OVA-uri:
1. Majordomul Său, pe scenă

### Black Butler 2
Episoade:
1. Majordom Întunecat
2. Majordom Singur
3. Majordom Prostituat
4. Majordom Terorist
5. Majordom Luminos
6. Majordomul Ceții de Seară
7. Majordomul Ucigaș
8. Majordom Mărturisind
9. Majordom Pustiit
10. Majordomul Zero
11. Majordom la Răscruce
12. Majordomul Negru
OVA-uri:
1. Ciel în Țara Minunilor - Partea 1
2. Bine ați venit la Phantomhive
3. Realizarea Black Butler 2
4. Ciel în Țara Minunilor - Partea 2
5. Povestea lui Will, Zeul Morții
6. Intenția Păianjenului

### Black Butler: Book of Circus
Episoade:
1. Majordomul său, dându-se în spectacol
2. Majordomul Său, pe scenă
3. Majordomul Său, angajat
4. Majordomul Său, un coleg de muncă
5. Majordomul Său, zboară
6. Majordomul Său, negociator
7. Majordomul Său, purtând de grijă
8. Majordomul Său, rânjind
9. Majordomul Său, liniștit
10. Majordomul Său, executând
OVA-uri:
1. Book of Murder - Partea 1
2. Book of Murder - Partea 2

### Blue Exorcist
Episoade:
1. Demonii există în inimile oamenilor
2. Poarta Gehenna
3. Frații
4. Grădina Amaharei
5. Copilul Templului Blestemat
6. Fantoma bucătar
7. Spiridușii naturii
8. Învierea lui Lazăr
9. Amintiri
10. Pisica neagră
11. Demonul adâncului
12. De-a v-ați ascunselea
13. Dovada
14. Tabăra groazei
15. Un act de bunătate
16. Pariul
17. Ispita
18. Onoare
19. O zi când nu s-a întâmplat nimic
20. Masca
21. Grădina secretă
22. La vânătoare de Demoni
23. Adevărul
24. Moștenitorul lui Satan
25. Oprește-te, pauză!
OVA-uri:
1. Negruța fuge

### The Heroic Legend of Arslan
Episoade:
1. Gloria Ecbatanei
2. Paisprezece ani: Prima bătălie
3. Cavalerul în negru
4. Tacticianul mizantrop
5. Capitala Regală e în flăcări - Partea 1
6. Capitala Regală e în flăcări - Partea 2
7. Pierzând mereu, fugind - Frumoasa și Bestia
8. Eroul trădător
9. Sub mască
10. Lordul și Maestrul Fortăreței Kashan
11. Drumul spre Peshawar
12. Loialitatea unui Cavaler
13. Doi prinți
14. Prințul străin
15. Leopardul negru din Sindria
16. Elegie pentru soarele ce apune
17. Duel în fața Zeilor
18. Încă o dată dincolo de râu
19. Sfârșitul iernii
20. Adevărata față a unui Cavaler
21. Un cântec de rămas-bun
22. Noaptea de dinaintea atacului
23. Bătălia pentru Fortăreața Sfântul Emanuel
24. Bătălia finală
25. Drumul de sânge și sudoare

### Bleach
Episoade:
1. Ziua în care am devenit Shinigami
2. Munca unui Shinigami
3. Dorința lui Orihime și cea a fratelui ei
4. Papagalul blestemat
5. Învinge dușmanul invizibil!
6. Ichigo vs Ichigo
7. Salutări de la o jucărie
8. 16 Iunie, amintirea unei zile ploioase
9. Dușman de neînvins
10. Asalt la spitalul bântuit
11. Legendarii Quincy
12. Brațul drept protector
13. Flori și Hollows
14. Spate-n spate, luptă până la moarte!
15. Marele plan al lui Kon
16. Întâlnirea cu Abarai Renji
17. Moartea lui Ichigo
18. Revendicare! Puterea de Shinigami
19. Ichigo devine Hollow!
20. Umbra lui Ichimaru Gin
21. Intrarea în lumea Shinigami
22. Omul care urăște Shinigami
23. Sentința Rukiei înainte de a 14-a zii
24. Adunarea! Cele 13 brigăzi
25. Intrarea în Seireitei
26. În formație! Jocul de-a prinselea
27. Eliberarea loviturii mortale
28. Orihime e atacată
29. Descoperire! Scăparea din prinsoarea Shinigamilor
30. Confruntarea lui Renji
31. Calea de a ucide
32. Stelele și vagabonzii
33. Miracol! Noul erou misterios
34. Tragedia din zori
35. Asasinarea lui Aizen! Înturenicul ce se apropie
36. Atacul lui Zaraki Kenpachi
37. Motivul din spatele pumnului
38. Disperare! Încrederea in Zangetsu
39. Omul nemuritor
40. Acel Shinigami din trecutul lui Ganju
41. Reuniune, Ichigo și Rukia
42. Yoruichi, Zeița fulger, dansează!
43. Shinigamiul cel josnic
44. Limita puterii lui Ishida
45. Depăsește limitele!
46. Amintiri autentice! Școala de Shinigami
47. Răzbunătorii
48. Strigătul lui Hitsugaya
49. Coșmarul Rukiei
50. Trezirea leului
51. Dimineața sentinței
52. Renji vs Byakuya - Juramântul sufletului
53. Ispita lui Ichimaru Gin - Calea distrugerii
54. Un jurământ îndeplinit! Întoarce-te, Rukia!
55. Cel mai puternic Shinigami! Confrutarea maestru - discipol
56. Lupta supersonică! Adevărata zeiță a cavaleriei
57. O mie de petale de cireș, zdrobire! Zangetsu se ridică spre cer
58. Eliberarea! Lama Întunecată, puterea miraculoasă
59. Concluzia luptei decisive! Mândria albă și dorința întunecată
60. Adevărul disperării, pumnalul scos la iveală
61. Aizen își arată adevăratele ambiții
62. Adunarea! Cea mai puternică organizație de Shinigami
63. Decizia Rukiei, sentimentele lui Ichigo
64. Noul an școlar, Renji s-a întors în lumea celor vii?!
65. Teroarea pătrunzătoare, a doua victimă
66. Descoperire! Capcana ascunsă în labirint
67. Jocul morții! Colegul dispărut
68. Adevărata identitate a răului - Descoperirea secretului
69. Bounts! Vânătorii de suflete
70. Întoarcerea Rukiei! Reîntregirea echipei
71. Momentul impactului! O mână a răului se îndreaptă spre Quincy
72. Atacul apei! Evadarea din spital
73. Adunarea Bount! Cel ce face prima mișcare
74. Amintirile unui clan ce dăinuie pe vecie
75. Probleme în Brigada a 11-a! Shinigamiul ce se ridică din nou
76. Forță zdrobitoare! Friido vs Zangetsu
77. Refuzul de a ierta! Shinigamiul ucis de Kenpachi
78. Descoperiri șocante pentru cele 13 brigăzi! Adevărul ascuns
79. Decizia de a muri a lui Yoshino
80. Asaltul unui dușman formidabil! Linia subțire de apărare?
81. Mișcarea lui Hitsugaya! Orașul atacat
82. Ichigo vs Dalk! Apariția întunericului apăsător
83. Umbra cenusie, secretul Ningyourilor
84. Probleme în echipă? Trădarea Rukiei
85. Bătălia mortală a lacrimilor
86. Dansul lui Rangiku! Lupta cu dușmanul invizibil
87. Byakuya e chemat! Brigăzile se pun în mișcare
88. Anihilarea locotenenților? Capcana din peștera subterană
89. Revanșa? Ishida vs Nemu
90. Renji Abarai, Bankaiul sufletului!
91. Shinigami și Quincy, puterea renașterii!
92. Soul Society invadat, din nou
93. Asaltul Bount! Cutremurul Distructiv al Celor 13 Brigăzi
94. Decizia lui Hitsugaya! Momentul întâlnirii se apropie
95. Byakuya intră în luptă! Dansul vântului și petalele de cireș
96. Ichigo - Byakuya - Kariya! Lupta celor trei extremi
97. Hitsugaya lovește! Învingerea dușmanului din pădure
98. Înfruntare! Zaraki Kenpachi vs Maki Ichinose
99. Shinigami vs Shinigami! Puterea incontrolabilă
100. Soifon moare? Sfârșitul forțelor speciale

### Charlotte
Episoade:
1. Mă gândesc la alții
2. Melodia disperării
3. Iubire și Flacără
4. Moment de seriozitate
5. Sunetul pe care l-ai auzit cândva
6. Mă bucur că m-ai observat
7. Sfârșitul exodului
8. Întâlnire
9. Lumea nu e aici
10. Jafurile
11. Charlotte
12. Promisiune
13. Amintirile anterioare

### Code Geass: Lelouch of the Rebellion
Episoade:
1. Ziua nașterii Demonului
2. Cavalerul alb se trezește
3. Colegul de clasă cel fals
4. Numele lui este Zero
5. Prințesa și Vrăjitoarea
6. Masca furată
7. Atacați-o pe Cornelia
8. Cavalerii negri
9. Drogul
10. Dansurile lui Guren
11. Bătălia pentru Narita
12. Mesagerul din Kyoto
13. Arma îndreptată spre Shirley
14. Geass vs Geass
15. Încurajându-l pe Mao
16. Nunnally ținută ostatic
17. Cavaler
18. Îți ordon, Suzaku Kururugi!
19. Insula Zeilor
20. Bătălia pentru Kyushu
21. Declarația de la festivalul școlii
22. Euphy cea însângerată
23. Măcar cu tristețe
24. Scena în prăbușire
25. Zero

### Code Geass: Lelouch of the Rebellion R2
Episoade:
1. Ziua în care Demonul se trezește
2. Planul pentru Japonia independentă
3. Închis în Campus
4. Contraatacul de la Spânzurători
5. Cavalerii Mesei Rotunde
6. Atac Surpriză deasupra Pacificului
7. Masca abandonată
8. Un milion de miracole
9. O mireasă în purpuriul Oraș Interzis
10. Când Shen Hu e glorios
11. Puterea pasiunii
12. Atacul iubirii
13. Asasinul din trecut
14. Vânătoarea de Geass
15. Lumea lui C.C.
16. Rezoluția Numărul Unu a Federației Națiunilor Unite
17. Gustul umilinței
18. Bătălia finală pentru Tokyo 2
19. Trădare
20. Împăratul înlăturat
21. Conexiunea Ragnarok
22. Împăratul Lelouch
23. Masca lui Schneizel
24. Capturarea lui Damocles
25. Re;
Filme:
1. Code Geass: Akito the Exiled 1 - Apariția Balaurului
2. Code Geass: Akito the Exiled 2 - Balaurul Răpus
3. Code Geass: Akito the Exiled 3 - Cascada Strălucitoare
4. Code Geass: Akito the Exiled 4 - Amintirile Dușmăniei
5. Code Geass: Akito the Exiled 5 - Pentru Cei Dragi

### Deadman Wonderland
Episoade:
1. Mort viu
2. Antidot - Bomboana
3. Blocul G
4. Corb - Corb
5. Carnavalul cadavrelor
6. Colibri
7. Păcatul original - Oul infect
8. Grupul Cicatrice
9. Mâncător de vierme
10. Antreprenor
11. Petrecerea suferinței
12. Salvare - Mortul recunoscător
OVA-uri:
1. Mânuitorul cuțitului roșu

### Death Note
Episoade:
1. Renașterea
2. Confruntarea
3. Schimbul
4. Urmărirea
5. Negocieri
6. Cusături deschise
7. Cer înnorat
8. Contemplația
9. Contact
10. Îndoieli
11. Asalt
12. Iubire
13. Mărturisiri
14. Prieteni
15. Jocul de noroc
16. Decizii
17. Execuția
18. Amici
19. Matsuda
20. Improvizare
21. Activitate
22. Îndrumare
23. Frenezie
24. Dezgropare
25. Liniște
26. Reîncarnare
27. Răpire
28. Nerăbdare
29. Tată
30. Justiție
31. Transfer
32. Alegere
33. Ridicol
34. Vigilență
35. Instinct criminal
36. 1.28
37. Lumea nouă
Speciale:
1. Reaprindere: Din perspectiva lui Ryuk
2. Reaprindere 2: Succesorii lui L

### Fairy Tail
Episoade:
1. Coada Zânei!
2. Dragonul Focului, Maimuța și Taurul!
3. Infiltrați-vă în Conacul Everlue!
4. Dragă Kaby!
5. Vrăjitoarea în Armură!
6. Zâne în Vânt!
7. Foc și Vânt!
8. Cea mai puternică echipă!
9. Natsu mănâncă un sat!
10. Natsu vs Erza!
11. Insula Blestemată!
12. Picătura Lunii!
13. Natsu vs Yuka Vălătuc!
14. Fă ce trebuie!
15. Magie eternă!
16. Lupta finală de pe Insula Galuna!
17. Spargere!
18. Ajungeți până la Cer!
19. Schimbare!
20. Natsu și Oul de Dragon!
21. Lordul Fantomă!
22. Lucy Filotim!
23. 15 minute!
24. Ca nimeni să nu vadă lacrimile!
25. O floare înflorește în ploaie!
26. Aripi înflăcărate!
27. Cei doi ucigași de Dragoni!
28. Legea Zânei!
29. Hotărârea mea!
30. Următoarea generație!
31. Steaua care nu poate ajunge pe Cer!
32. Regele Spiritelor!
33. Turnul Raiului!
34. Jellal!
35. Vocea întunericului!
36. Jocul Raiului!
37. Inima de sub armură!
38. Destin!
39. O rugăciune în lumina sfântă!
40. Titania înfrântă!

### Fate: kaleid liner Prisma Illya
Episoade:
1. O fată magică a luat naștere!
2. Cine-i acolo?
3. Fata întâlnește fata
4. Am pierdut
5. Doar două variante?
6. Pustiu, sfârșitul nopții
7. Triumf și Eliberare
8. Fata normală s-a întors
9. Am să pun capăt chiar aici
10. Cele șase cătușe ale Bestiei

### Fate: Stay Night
Episoade:
1. Începutul
2. Noaptea funestă
3. Deschidere
4. Cel mai puternic inamic
5. 2 Magi - Partea 1
6. 2 Magi - Partea 2
7. Zvârcolire
8. Melodia nepotrivită
9. Eleganță sub lumina lunii
10. O pauză liniștită
11. Fortăreața Sângerie Andromeda
12. Agitând cerul
13. Castelul iernii
14. La finalul idealurilor
15. Mâna Domnului
16. Sabia Victoriei Promise
17. Etichetată ca vrăjitoare
18. Bătălia decisivă
19. Regele de Aur
20. Rămășița distantă a unui vis
21. Steaua Creației ce a despărțit Pământul și Raiul
22. La capătul dorințelor
23. Sfântul Graal
24. O utopie prea distantă
Filme:
1. Fate: Stay Night Filmul: Unlimited Blade Works

### Fate: Stay Night - Unlimited Blade Works
Episoade:
0. Prolog
1. Zi de iarnă, o noapte decisivă
2. Când se ridică cortina
3. Prima luptă
4. Găsind voința de luptă
5. Dansul în afara școlii
6. Miraj
7. Premiu pentru zbaterea disperată
8. Zile de iarnă, locul unde sălășluiește inima
9. Distanța dintre ei
10. Al cincilea contractor
11. Un vizitator se apropie subtil
12. Decizia finală

### Fate: Stay Night - Unlimited Blade Works 2
Episoade:
1. Vremea plecării
2. Prințesa Colchidei
3. O luptă legendară
4. Zile de iarnă, forma pe care o iau dorințele
5. Sabia Neagră își arată colții
6. Un destin falsificat de la bun început
7. Sfârșitul idealismului - Răspunsul
8. Unlimited Blade Works
9. Răspunsul
10. Zile de iarnă, un drum lung spre casă
11. Încarnarea
12. Unlimited Blade Works: Creări nesfârșite de săbii
13. Epilog

### Fate: Zero
Episoade:
1. Invocând eroi antici
2. Start fals
3. Tărâmul Fuyuki
4. Lama Suliței Demonice
5. Bestia Vicioasă rage
6. Noaptea stratagemelor
7. Pădurea Întunecată
8. Ucigașul Magilor
9. Stăpân și Servitor
10. Aventura lui Rin
11. Dialogul Graalului
12. Invitația Graalului
13. Banchet interzis

### Fate: Zero 2
Episoade:
1. Bătălia sângeroasă de pe Râul Mion
2. Radiere aurie
3. Sfârșitul onoarei
4. Al optulea contract
5. Amintiri îndepărtate
6. Unde dreptatea se găsește
7. Reîntoarcerea Asasinului
8. Cavaler pe 2 Roți
9. Tot răul din lume - Angra Mainyu
10. Marea Sfârșiturilor
11. Ultimul Sigiliu de Comandă
12. Fate: Zero

### High School DxD
Episoade:
1. Am o iubită!
2. Renunț să mai fiu om!
3. Mi-am făcut un prieten!
4. Îmi salvez prietenul!
5. Îmi voi învinge fosta prietenă!
6. Sunt un Demon pus pe treabă!
7. Voi face rost de un Demon Servitor!
8. Mă iau la bătaie!
9. Încep antrenamentul!
10. Bătălia decisivă începe!
11. Suntem chiar în mijlocul marelui meci!
12. Sunt aici să îmi țin promisiunea!
OVA-uri:
1. Înflorirea sânilor!
2. Caut sâni!
Speciale:
1. Numărul 1
2. Numărul 2
3. Numărul 3
4. Numărul 4
5. Numărul 5
6. Numărul 6

### High School DxD New
Episoade:
1. Un presentiment rău, încă o dată!
2. Sabia Sfântă și-a făcut apariția!
3. Voi distruge Sabia Sfântă!
4. Un inamic puternic apare!
5. Bătălia decisivă de la Academia Kuoh!
6. Du-te! Club al Cercetărilor Oculte
7. Vară! Costume de baie! Pericol!
8. Începe Ziua Părinților!
9. Am junior!
10. Varietate în trei moduri!
11. Conferința începe!
12. Doi Dragoni Cerești se ciocnesc!
OVA-uri:
1. Sunt îngropat în sâni!

### High School DxD BorN
Episoade:
1. Dacă tot e vară, să mergem în Iad!
2. Adunarea Tinerilor Diavoli
3. Pisica și Dragonul
4. Să înceapă interceptarea!
5. Ultima zi a vacanței de vară!
6. A început al doilea trimestru!
7. Noaptea dinaintea bătăliei!
8. O vom salva pe Asia!
9. Dragonul Dragonilor!
10. Clubul ocult dispare?!
11. Eu voi lupta!
12. Oriunde și oricând!
OVA-uri:
1. Phoenix-ul Neînviat!

### Project K
Episoade:
1. Cavaler
2. Pisică
3. Bucătărie
4. Efect secundar
5. Cuțit
6. Karma
7. Cheie
8. Înflăcărare
9. Semn rău
10. Caleidoscop
11. Ucigaș
12. Adolf K. Weismann
13. Rege
Filme:
1. Project K Filmul: Dispariția Regilor